# Klenje (Bogatić)
Pour les articles homonymes, voir Klenje.
Klenje (en serbe cyrillique : Клење) est une localité de Serbie située dans la municipalité de Bogatić, district de Mačva. Au recensement de 2011, elle comptait 2 932 habitants.
Klenje est officiellement classé parmi les villages de Serbie.

## Géographie
Klenje est un village de Serbie centrale, situé dans la région de Mačva.

## Démographie

### Évolution historique de la population
| 1948  | 1953  | 1961  | 1971  | 1981  | 1991  | 2002  | 2011  |
| ----- | ----- | ----- | ----- | ----- | ----- | ----- | ----- |
| 4 024 | 4 138 | 3 901 | 3 725 | 3 653 | 3 476 | 3 253 | 2 932 |

|  |